# San Vittore Olona
San Vittore Olona – miejscowość i gmina we Włoszech, w regionie Lombardia, w prowincji Mediolan.
Według danych na rok 2004 gminę zamieszkuje 7440 osób, 2480 os./km².